# مازه (دریانوردی)

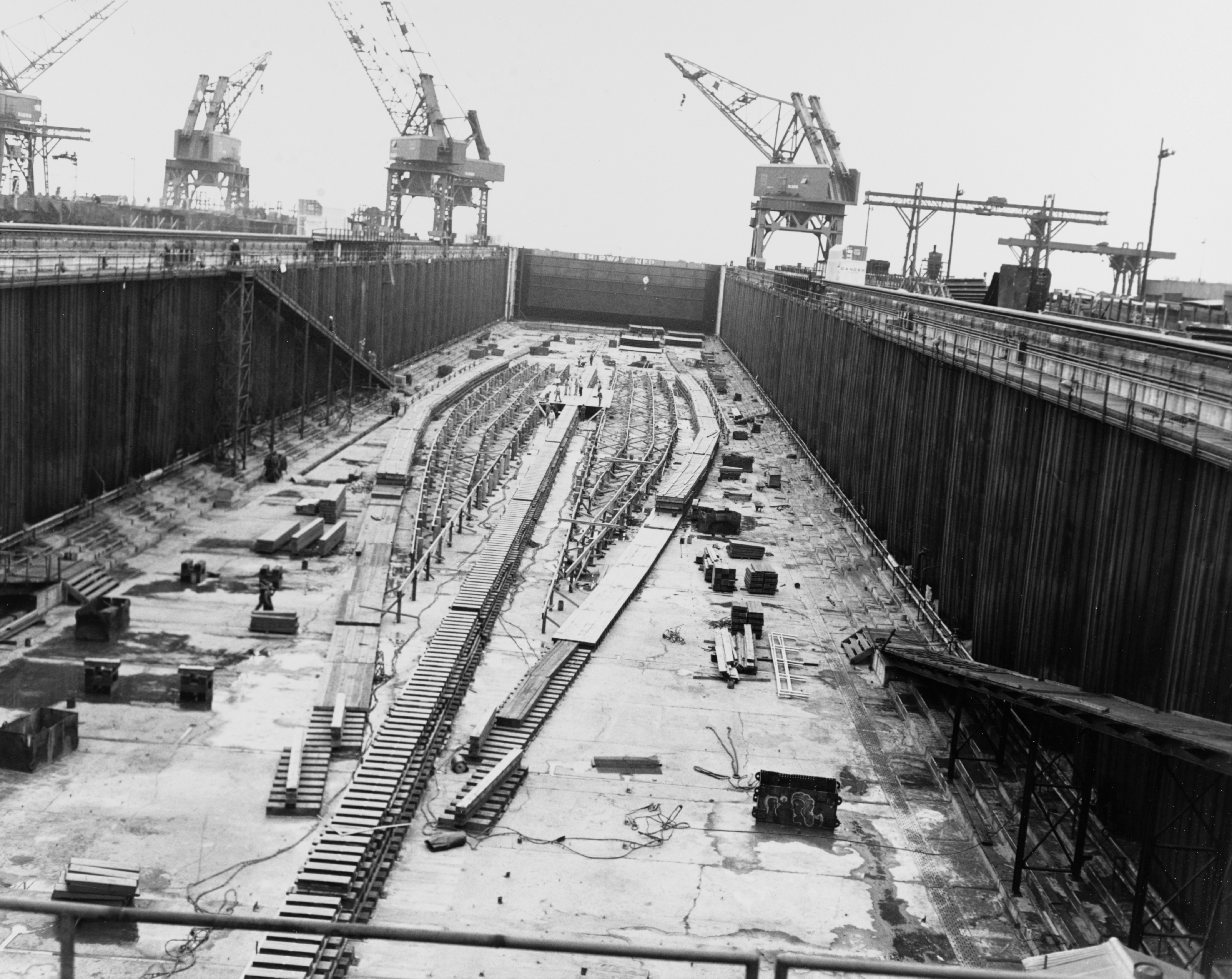
مازهٔ ناو یواس‌اس یونایتد استیتس (سی‌وی‌ای-۵۸) در مراحل اولیه ساخت در حوضچه خشک.

در ساختار قایق‌ها و کشتی‌ها، تیر حمال اصلی کف قایق مازه (به انگلیسی: keel) یا بـِیس نامیده می‌شود. مازه ستون فقرات کشتی یا قایق و مهم‌ترین سازه کشتی است که همهٔ ساختمان روی آن ساخته می‌شود. مازه تیری یکپارچه و دراز است و تیرهای افقی بدنه کشتی به آن وصل می‌شوند. در قایق‌های بادبانی معمولاً مازه در زیر قایق برجسته است.
مازه، نیروی بادی که از بغل به شناور می‌خورد را به نیروی پیشران تبدیل می‌کند.